# Trojan War (película)
Trojan War es una película de comedia romántica estadounidense de 1997 dirigida por George Huang y protagonizada por Will Friedle, Jennifer Love Hewitt y  Marley Shelton. La película fue un desastre crítico y de taquilla. Producido por $ 15 millones, ganó solo $ 309 en ventas de boletos porque se proyectó en una sola sala de cine y se retiró después de solo una semana.

## Trama
Un estudiante de secundaria Brad (Friedle) tiene un amor no correspondido de su compañera de clase llamada Brooke (Marley Shelton) durante años. Después de que ella le pida que venga una noche para darle clases, ella termina queriendo tener sexo con él. Pero ella solo quiere sexo seguro, y él no tiene condón (el uso del troyano en el título es un juego de palabras con la marca de condones del mismo nombre). En su búsqueda para comprar algunos condones, se encuentra con todo tipo de problemas; el Jaguar de su padre es robado y luego destruido, tiene un accidente con un conductor de autobús loco (Anthony Michael Hall), es secuestrado, es perseguido por un portero de la escuela (Paulo Tocha) que lo acusa de dibujar grafiti, par de hermanos hispanos (Christine Deaver y Mike Moroff) que piensan que se parece a David Hasselhoff, el perro de Brooke, el celoso novio de Brooke, Kyle (Eric Balfour), y un hombre sin hogar (David Patrick Kelly) que quiere dos dólares de él (y tiene En secreto robó su billetera), y es arrestado.
Después de todo esto y finalmente recibir un condón de un oficial de policía que lo libera, se da cuenta de que la chica perfecta ha estado ahí para ayudarlo todo el tiempo: su mejor amiga, Leah (Jennifer Love Hewitt), quien ha tenido sentimientos por él durante mucho tiempo. Tiempo desconocido para Brad. Finalmente, Brad se da cuenta de sus propios sentimientos por Leah y al mismo tiempo que descubre que Brooke no es tan buena como él creía que era, después de que descubra que solo quiere una aventura de una noche con él en lugar de una relación. Brad sale corriendo a buscar a Leah y le profesa sus sentimientos, y se besan a la luz de la luna.
Después de los créditos finales, los padres de Brad se sorprenden al ver lo que queda de su automóvil después de que el conductor de la grúa lo devuelva.